# Jean de Beaumanoir
Jean de Beaumanoir (1310 – 1366 o 1367) è stato un Maresciallo di Bretagna di Carlo di Blois e capitano di Josselin, ed è ricordato per aver partecipato al Combattimento dei Trenta, durante la guerra di successione bretone (1341–1364).

## Biografia
Capitano dei Blois di Bretagna del castello di Josselin, per dirimere la controversia su chi dovesse governare sul ducato di Bretagna, combatté contro gli inglesi nel cosiddetto Combattimento dei Trenta.
Robert Bemborough, il capitano inglese di Ploërmel, che sosteneva il rivale Giovanni VI di Bretagna, era il nemico più vicino. Nel 1351, Beaumanoir gli lanciò una sfida, per un combattimento cavalleresco - che poi ebbe luogo vicino a Ploërmel, tra combattenti scelti in rappresentanza delle due parti.
Beaumanoir comandò trenta bretoni, mentre Bemborough una forza mista di venti inglesi (compresi Sir Robert Knolles e Sir Hugh Calveley), sei mercenari tedeschi e quattro bretoni della parte di Montfort. La battaglia venne combattuta con spade, pugnali, lance e asce, con cavalieri montati o a piedi, con grande ardimento, nei suoi dettagli molto reminiscente dell'ultimo combattimento dei Burgundi ne "La canzone dei Nibelunghi", specialmente nel celebre consiglio di Geoffroy du Bois al suo capitano ferito, che chiedeva acqua: "Bevi il tuo sangue, Beaumanoir, passerà la tua sete" (Bois ton sang, Beaumanoir, la soif te passera). Gli uomini di Beaumanoir ne uscirono vittoriosi, ed egli divenne un'icona del cavaliere medievale.
Quando la sua fazione fu sconfitta alla Battaglia di Auray nel 1364, de Beaumanoir contribuì a negoziare il Trattato di Guérande, che pose fine alla guerra, ricevendo in cambio il titolo di Maresciallo di Bretagna.
Sposò Marguerite de Rohan, figlia di Alain VII di Rohan e vedova di Olivier de Clisson. La loro figlia Jeanne fu la moglie di Charles de Dinan, Lord di Montafilant e Châteaubriant.